# Maják Pilsum
Maják Pilsum (německy) je německý sektorový maják na pobřeží Severního moře na hrázi u obce Pilsum v obci Krummhörn. Maják je jednou z nejznámějších památek ve Východním Frísku.

## Historie
Maják byl navržen v roce 1883 jako jeden z pěti v rámci německo-nizozemské iniciativy na označení vodní cesty poblíž ústí řeky Emže. Stavba majáku Pilsum byla dokončena v roce 1889 nebo 1890. Všech pět majáků bylo otevřeno současně 1. října 1891 a každému byl přidělen úsek vodní cesty mezi Severním mořem a Emdenem, který obsluhoval. V případě majáku Pilsum se jednalo o přibližně pět kilometrů dlouhou a 600 metrů širokou vodní cestu mezi Borkumem a Emdenem. Dalšími majáky postavenými v rámci projektu byly:
- Malý maják Borkum (německy Kleiner Leuchtturm Borkum)
- Maják Campen (německy Leuchtturm Campen)
- Maják Watum (Nizozemsko, zničen za druhé světové války)
- Maják Delfzijl (Nizozemsko, zničen za druhé světové války).

Maják sloužil až do června 1915 k zajištění bezpečné plavby na řece Emži. Poté byl kvůli první světové válce zhasnut, aby ztížil plavbu nepřátelským lodím. Nakonec byl vypnut v říjnu 1919 kvůli podmáčení a také proto, že byla plavební dráha zanášena a vodní cesta změněna. Po vypnutí zařízení byla budova využívána k různým účelům, měnila majitele a její technický stav se zhoršoval. Na podzim roku 1972 se dokonce uvažovalo o demolici stavby. Na jaře 1973 však bylo rozhodnuto o provedení celkové opravy majáku, při níž dostal výrazný červeno-žluto-červený nátěr. Neobvyklé barevné schéma mělo upozornit na to, že maják je mimo provoz. Další opravy proběhly v letech 1984 a 1998. V březnu 2014 byla restaurována měděná střecha majáku. Od roku 1998 objekt vlastní a provozuje společnost Deichacht Krummhörn.
Maják Pilsum byl zpopularizován několika filmy, především komedií s Otto Waalkesem Otto der Außerfriesische. Ve filmu je maják Ottovým obydlím. Maják je také dějištěm epizody Sonne und Sturm (Slunce a bouře) televizního seriálu Misto činu (Tatort), natočené v roce 2003, s Marií Furtwänglerovou v roli komisařky Charlotte Lindholmové. Fiktivní město Nordersiel je nedaleký Greetsiel.
V majáku se nachází místo pro měření vln a přílivu. Prohlídky s průvodcem jsou možné v určených časech. Od roku 2004 je také oblíbeným místem konání svateb. Snoubenci a milenci na okenní mříže majáku připevňovali zámky lásky. Ty byly při renovaci majáku firmou Deichacht Krummhörn odstraněny a v bezprostřední blízkosti majáku byla postavena nová mříž, na kterou lze nyní zámky připevnit.
Německá spolková pošta vydala příležitostnou známku za 70 centů s vyobrazením majáku. V popředí obrázku maluje rozesmátý slon se štětcem v chobotu duhu nad pilsumskou pláží.

## Popis
Výstavba majáku byla svěřena firmě Gutehoffnungshütte z Oberhausenu. Plášť z kovaných plechových dílů byl přinýtován na ocelovou konstrukci a byl natřen červenou barvou. Maják měl tři podlaží. Spodní patro sloužilo jako sklad oleje a součástek, prostřední patro jako obytný prostor a horní patro tvořila místnost s lampou. Patra jsou propojena půlkruhovým schodištěm. Maják byl zastřešen měděnou střechou nad místností s lampou, která byla vybavena několika ventilačními otvory, protože osvětlení zajišťovala petrolejová knotová lampa ve spojení s 1,57 m vysokou Fresnelovou čočkou 3. řádu. Původní maják byl válcovou stavbou postavenou na cihlových základech o výšce 12,16 m a vnějším průměru 4,40 m ukončenou kuželovou měděnou střechou. Ve třetím patře pod majákovým oknem byla čisticí plošina, která byla při rekonstrukci v roce 1973 odstraněna. Lucerna vysílala světlo pod úhlem 43 ° ve třech sektorech. Střední část svítila do plavebního kanálu, boční výstražné sektory vysílaly pomocí Otterových žaluzií nepárové (jeden) nebo párové (dva) záblesky.

### Data
Zdroj:
- Charakteristika: F W
- Výška: 12,16 m
- Vnější průměr: 4,40 m
- Výška světelného zdroje: 15 m n. m.
- Dosvit: 12 nm (22,2 km)

### Označení
- ALRHS: FED018